# 入江駅
入江駅（いりええき）は、かつて神奈川県横浜市神奈川区守屋町3-14にあった日本国有鉄道（国鉄）東海道本線貨物支線（通称、高島線および新興線）の貨物駅（廃駅）である。電報略号は、イリ。

## 駅概要
京浜工業地帯に位置し、駅周辺には多くの工場が立ち並んでいる。当駅はそれらからの専用線が多く接続していた。
最盛期の1970年代には、駅東側にある麒麟麦酒横浜工場や日本石油精製（現・ENEOS）横浜製油所第一工場、南側にある安田倉庫や日本配合飼料、西側にある太陽油脂、出田町埠頭にあるケイヒンへの専用線がそれぞれ分岐していた。
しかし鉄道貨物輸送の衰退に伴い専用線は順次廃止され貨物取扱量が減少、1985年（昭和60年）に隣駅の新興駅に併合され廃駅となった。そのため、当駅は新興駅として存続したが、その新興駅も2010年（平成22年）に廃駅となっている。なお、入江駅から引き継いだ新興駅駅舎の跡地は京浜急行バス新子安営業所の用地となった。
なお、新興駅の構内扱いとなった後も日本石油精製専用線はパラフィンなどを発送していたが、1999年（平成11年）10月に廃止になった。

## 歴史
- 1917年（大正6年）6月17日：入江信号所開設[1][2]。
- 1922年（大正11年）4月1日：入江信号場に改称[1]。
- 1929年（昭和4年）9月15日：貨物駅に昇格、入江駅として開業[1][2][3]。
- 1934年（昭和9年）3月1日：新興駅へ分岐する貨物支線（新興線）が開通[1][2]。
- 1949年（昭和24年）6月6日：小口扱貨物の取扱を廃止[1][4]。
- 1985年（昭和60年）3月14日：新興駅に併合される形で廃止[1][2][5]。

## 駅周辺

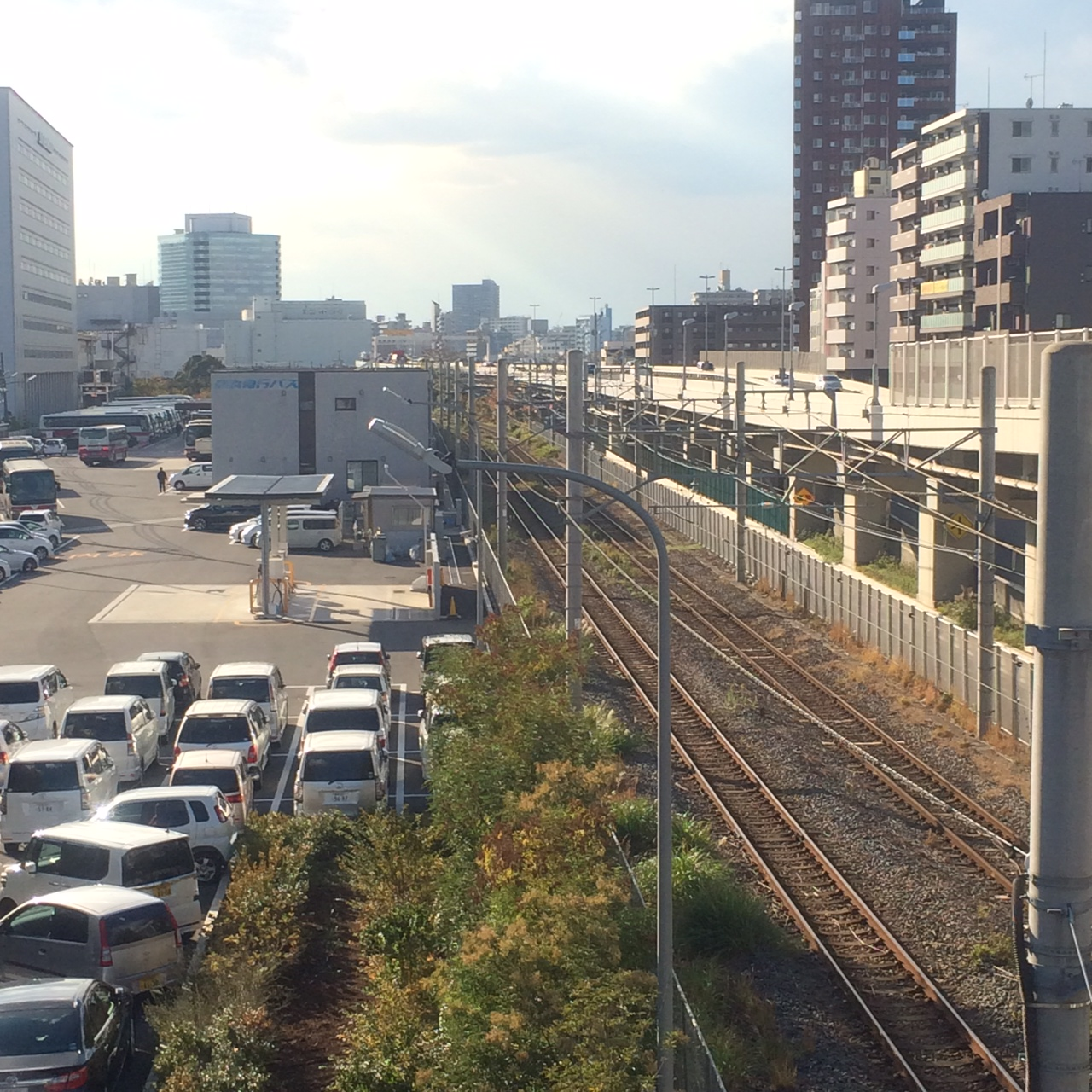
旧入江駅駅舎撤去後。跡地には京浜急行バス新子安営業所が建っている（2014年）

- 日本ビクター本社工場・入江工場
- 安田倉庫
- 東日本旅客鉄道（JR東日本）新子安駅

## 隣の駅
日本国有鉄道
東海道本線貨物支線（高島線）
鶴見駅 - 入江駅 - 東高島駅
東海道本線貨物支線（新興線）
入江駅 - 新興駅